# Byakkotai

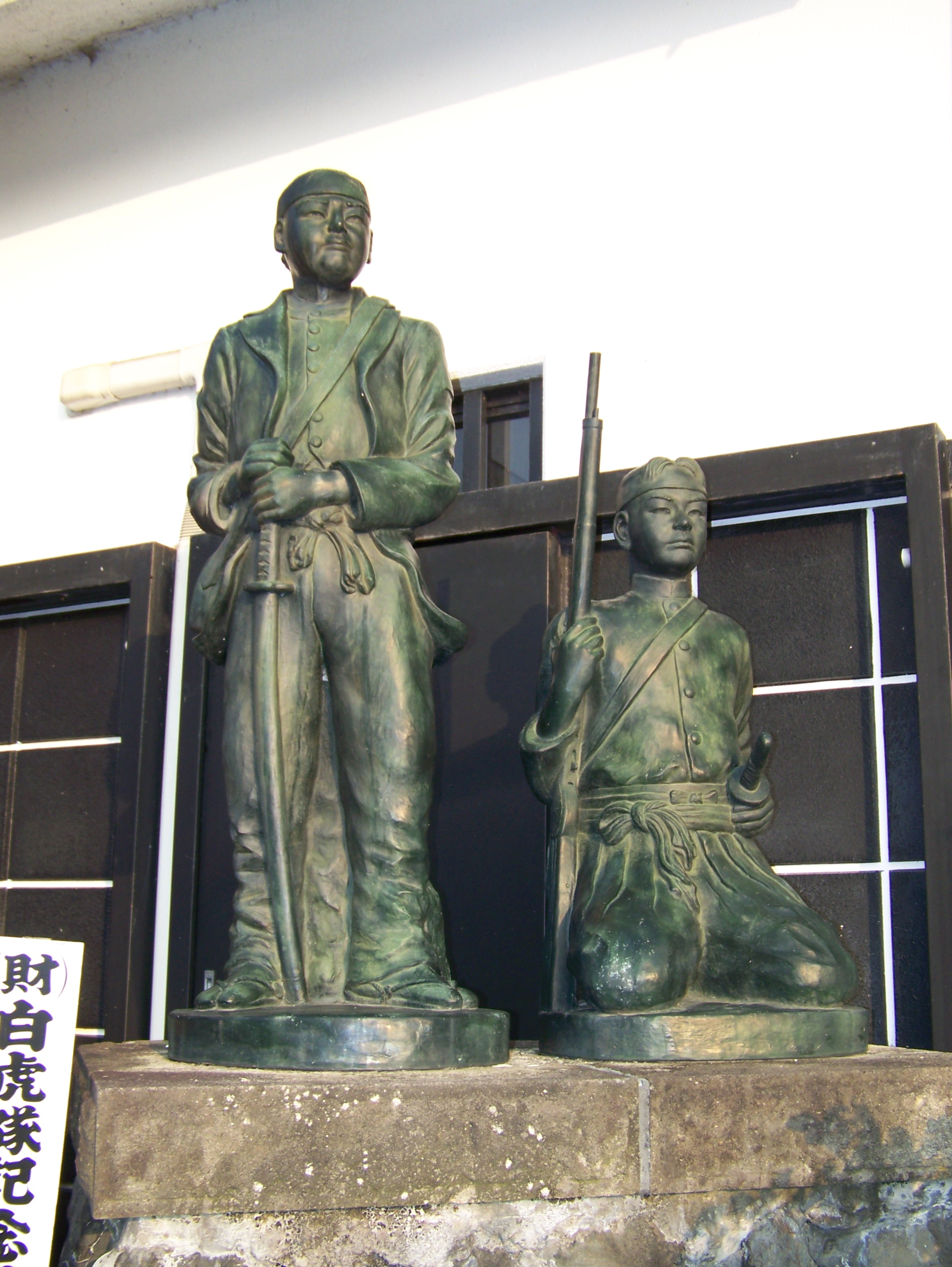
Estatua de guerreros Byakkotai en Iimori Hill, Aizu-Wakamatsu, Prefectura de Fukushima, Japón.

Los Byakkotai (白虎隊 "Cuerpo del Tigre Blanco"?) eran un grupo de jóvenes conformado mayoritariamente por adolescentes samuráis que cometieron seppuku (un ritual de suicidio) en una ladera al ver el castillo en llamas después de la Batalla de Aizu, en la Guerra Boshin en 1868-1869.

## La historia
En la guerra Boshin el clan de Aizu había formado cuatro unidades de acuerdo a las edades de los samurai. A cada unidad se le adjudicó el nombre de un dios chino: Las edades se eligieron de acuerdo las tradiciones japonesas, es decir, alrededor de un año completo más que por el método occidental de la época. 
1. Seiryūtai (Unidad del Dragón Azul) de 36 - 49 años. Seiryū es el dios de este.
2. Byakkotai (Unidad del Tigre Blanco) de 16 - 17 años de edad. Byakko es el dios del oeste.
3. Suzakutai (Unidad del Gorrión Rojo) de 18 - 35 años de edad. Suzaku es el dios del sur.
4. Genbutai (Unidad de la Tortuga Negra) de más de 50 años de edad. Genbu es el dios del norte.

Cada unidad se divide de acuerdo con el sistema de clases. El Byakkotai había tres unidades:
- Shichutai: hijos de samuráis de mayor categoría.
- Yoriaitai: hijos de samuráis de categoría media.
- Ashigarutai: hijos de samuráis de menor categoría.[3]

Los Byakko - Taishi (samurai de la unidad) se comprometieron con su señor, Matsudaira Katamori a defender el castillo y 20 de los Shichutai-Taishi de la Byakkotai fueron a la colina de Iimori habiendo perdido una escaramuza en Tonokuchihara y para prepararse para el próximo ataque. Desde allí ven el 23 de agosto, que el castillo estaba envuelto en humo y pensando que no han cumplido con la palabra empeñada deciden realizar el suicidio ritual o seppuku procedimiento lento y doloroso que requiere que otro samurái (Kaishakunin) lo termine finalizando el sufrimiento del ejecutante. Entre tanto el clan Aizu es derrotado. Más tarde, una mujer llamada Hatsu llegó a la colina Iimori y encuentra 19 cuerpos y un solo superviviente, Sadakichi Iinuma seriamente herido ya que al ser el último no tenía nadie que lo auxiliara finalizando su sufrimiento y porque por sus heridas en la batalla de Tonokuchihara había sido designado como el último para el seppuku.
Iinuma es cuidado por los campesinos y se recupera cambiando su primer nombre Sadakichi a "Sadao" y se traslada a Sendai sin volver a Aizuwakamatsu hasta su muerte por la vergüenza de haber sobrevivido al suceso. Años después de acuerdo a la voluntad expresada en su testamento, es enterrado al lado de los demás Byakko y su tumba se encuentra en la colina Iimori con un memorial en honor a sus compañeros. Hay algunos libros sobre el suceso y uno de los autores, el alemán Richard Heise (1869-1940), profesor de la Universidad Hitosubashi que conoció a Sadao Iinuma, quedó tan impresionado por la historia de la Byakkotai que pidió ser enterrado en la colina Iimori junto con su esposa japonesa y su hijo Erich (1913-1983).
Un monumento se erigío posteriormente en la colina Iimori, y los 20 Byakkotai reposan bajo su sombra. La piedra tiene escrito un poema de Matsudaira Katamori:
幾人の　涙は石にそそぐとも　その名は世々に　朽じとぞ思う
Ikutari no namida wa ishi ni sosogu tomo sono na wa yoyo ni kuji to zo omou
"No importa cuánta gente lave estas piedras con sus lágrimas, estos nombres no se desvanecerán nunca de este mundo".
El resto de los Byakkotai continuaron peleando en la Batalla de Aizu, y muchos contribuyeron a la defensa final del castillo. Inclusive algunos Byakkotai sobrevivieron a la guerra. Algunos de ellos ocuparon prominentes roles como médico e historiador, el Dr. Yamakawa Kenjirō y el Almirante Dewa Shigetō de la Armada Imperial Japonesa.

## Segunda Guerra Mundial
Al escuchar de la historia de los suicidios, en 1928 Benito Mussolini le donó al Imperio japonés un pilar desde Pompeya, mientras los alemanes enviaron una estatua. Ambos regalos se encuentran el día de hoy en la prefectura de Fukushima.

## Lista de los jóvenes muertos
Esta es la lista de los muertos:
- Adachi Tōzaburō
- Ishiyama Toranosuke

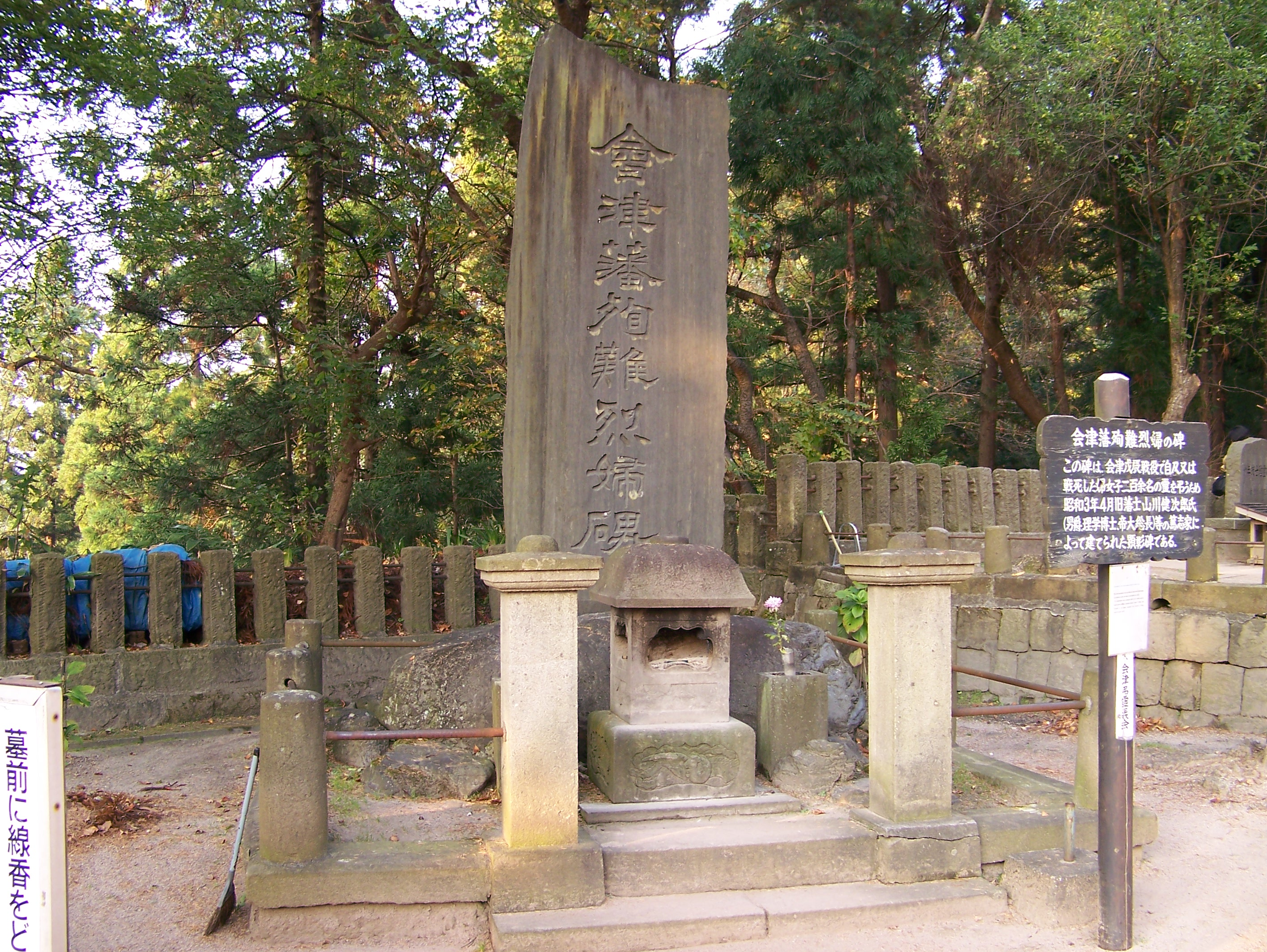
Monumento a los Samurai Byakkotai.

- Shinoda Gisaburō (comandante en funciones)
- Nagase Yūji
- Mase Genshichirō
- Aruga Orinosuke
- Itō Teijirō
- Suzuki Genkichi
- Nishikawa Katsutarō
- Yanase Katsuzaburō
- Ikegami Shintarō
- Itō Toshihiko
- Tsuda Sutezō
- Nomura Komashirō
- Yanase Takeji
- Ishida Wasuke
- Ibuka Shigetarō
- Tsugawa Kiyomi
- Hayashi Yasoji